# Francesca Lia Block
Francesca Lia Block (Hollywood, 3 dicembre 1962) è una scrittrice e poetessa statunitense.

## Biografia
Francesca Lia Block è nata il 3 dicembre 1962 a Hollywood dal pittore Irving Alexander e dalla poetessa Gilda Block.
Nel 1986 ha conseguito un B.A. all'Università della California - Berkeley.
Dopo aver pubblicato due raccolte di liriche, nel 1989 ha esordito nella narrativa per ragazzi con Weetzie Bat, primo capitolo di una fortunata saga young-adult.
Scrittrice appartenente alle correnti del realismo magico e del fantasy urbano, nel corso della sua carriera ha pubblicato numerosi, saggi, romanzi, racconti e raccolte di poesie vincendo nel 2009 il Premio Phoenix con L'amore è un angelo pericoloso.
Tradotta in italiano, tedesco, giapponese, francese, svedese, norvegese e portoghese, vive e lavora a Los Angeles.

## Vita privata
Sposatasi il 5 dicembre 1998 con l'attore Chris Schuette, la coppia ha avuto due figli, Jasmine Angelina e Samuel Alexander.

## Opere

### Serie Weetzie Bat
- L'amore è un angelo pericoloso (Weetzie Bat, 1989), Milano, Frassinelli, 1997 traduzione di Anna Rusconi ISBN 88-7684-449-X.
- Picnic sulla luna (Witch Baby, 1991), Milano, Sperling & Kupfer, 2000 traduzione di Ira Rubini ISBN 88-200-3053-5.
- La musica ha le ali colorate (Cherokee Bat and the Goat Guys, 1992), Milano, Frassinelli, 1998 traduzione di Alessandra Giagheddu ISBN 88-7684-500-3.
- Missing Angel Juan (1993)
- Il segreto (Baby Be-Bop, 1995), Trieste, EL, 1998 traduzione di Andreina Tramacere ISBN 88-477-0244-5.
- Angeli pericolosi (Dangerous Angels: The Weetzie Bat Books, 1998), Roma , Elliot, 2007 traduzione di Federica Bigotti ISBN 978-88-6192-001-9.
- Beautiful Boys: Two Weetzie Bat Books (2004)
- Goat Girls: Two Weetzie Bat Books (2004)
- Necklace of Kisses (2005)

### Poesia
- Moon Harvest: Poems (1978)
- Season of Green: Poems (1979)
- How to (Un)cage a Girl (2008)
- Open Letter to Quiet Light (2009)
- Fairy Tales in Electri-City (2011)

### Racconti
- Girl Goddess #9: Nine Stories (1996)
- Nymph: Nine Erotic Stories (2003)
- Blood Roses (2008)

### Romanzi per ragazzi
- Ecstasia (1993)
- The Hanged Man (1994)
- Primavera (1994)
- I Was A Teenage Fairy (1998)
- Violet and Claire (1999)
- The Rose and the Beast (2000)
- Echo (2001), Roma, Elliot, 2008 traduzione di Valentina Di Martino ISBN 978-88-6192-030-9.
- Wasteland (2003)
- Ruby (2006)
- Psyche In A Dress (2006)
- Blood Roses (2008)
- Quakeland (2008)
- The Waters and the Wild (2009)
- Pretty Dead (2009), Roma, Elliot, 2010 traduzione di Clara Nubile ISBN 978-88-6192-120-7.
- The Frenzy  (2010)
- House of Dolls (2010)
- Elementals (2013)
- Love in the Time of Global Warming (2013)
- Teen Spirit (2014)
- The Island of Excess Love (2014)
- Beyond the Pale Motel (2014)
- My Miserable Life (2016)

### Saggi
- Zine Scene: the do it yourself guide to zines (1998)
- Guarding the Moon: A Mother's First Year (2003)
- Wood Nymph Seeks Centaur: A Mythological Dating Guide (2009)
- Evidence of Angels (2009)
- The Thorn Necklace: Healing Through Writing and the Creative process (2018)

## Filmografia
- The Singing Bones (2016), regia di Danishka Esterhazy (soggetto)

## Premi e riconoscimenti
- Margaret Edwards Award: 2005 alla carriera
- Premio Phoenix: 2009 vincitrice con L'amore è un angelo pericoloso